# Look Sharp Live
A Look Sharp Live egy koncertfilm a svéd Roxette együttesről, mely 1989. október 2-án jelent meg VHS formátumban az EMI és a Picture Music International kiadók által. A koncert felvételeit a Borgholm vár és a svéd Balti-tengeri Örland szigeteknél forgatták 1989. július 25-26. között. A film rendezője, Doug Freel azt hitte, hogy a romot kifejezetten a film számára készítették.
A projekt jelentős költségvetésen alapult. A felvételekre két helikoptert béreltek a svéd légierőtől. A film felvételeiből később két zenei videót is készítettek, a Listen to Your Heart és Dangerous klipeket.